# Bosone I de La Marche
Bosone I de la Marche, detto il Vecchio ("le Vieux") (prima metà del X secolo – 988 circa), fu Conte de La Marche dal 955 circa alla sua morte e conte consorte di Périgord.

## Origine
Secondo il Chronicon sancti Maxentii Pictavensis, Chroniques des Eglises d'Anjou Bosone era figlio del conte di Charroux, Sulpicio mentre della madre non si conoscono né il nome né gli ascendenti (secondo lo storico francese, specializzato nella genealogia dei personaggi dell'Antichità e dell'Alto Medioevo, Christian Settipani poteva essere una figlia del Visconte di Limoges, Adalberto e di sua moglie Deda).
Sulpicio di Charroux, sempre secondo il Chronicon sancti Maxentii Pictavensis, Chroniques des Eglises d'Anjou erafiglio del primo conte di Charroux, Goffredo mentre della madre non si conoscono né il nome né gli ascendenti.

## Biografia
Di Bosone si hanno scarse notizie: secondo la Cronaca di Ademaro di Chabannes, Bosone aveva sposato Emma di Périgord, figlia (nel testo è definita erroneamente sorella) del conte di Angoulême e di Périgord (come ci riferisce la Historia Pontificum et Comitum Engolismensis, al capitolo XVIII), Bernardo I e della prima moglie Berta; Emma tra il 970 ed il 975, dopo la morte dei fratelli, Arnaldo Borracio (come ci riferisce la Historia Pontificum et Comitum Engolismensis, al capitolo XIX) e Guglielmo III (morto nell'agosto 962, secondo gli Annales Engolismenses), succedendo al fratellastro, Rainulfo di Périgord, conte di Angoulême e di Périgord, venne in possesso della contea di Périgord, che passò poi ai figli, Elia e poi Adalberto.
Bosone divenne conte de La Marche, verso il 955; nel documento n° VIII, datato 958, del Bulletin de la Société archéologique et historique du Limousin, inerente a una donazione, Bosone citato come testimone, si firma Bosonis marchionis.
Di Bosone non si conosce la data esatta della morte; nella Contea de La Marche, gli subentrarono i figli Adalberto e Bosone.

## Discendenza
Bosone da Emma ebbe cinque figli:
- Elia[10], conte di Périgord[7]
- Adalberto[1] ( † 997), Conte de La Marche[1]
- Bosone ( † prima del 1112), Conte de La Marche, come ci conferma il documento nº 45 del Cartulaire de l'abbaye d'Uzerche (Corrèze)[11]
- Gausberto] ( † prima del 997), in quella data il fratello Bosone II garantì dei privilegi all'abbazia di Uzerche, anche in suffragio della sua anima[11], dopo che, secondo gli Ademari Historiarum liber III era stato fatto accecare dal conte di Poitiers e duca d'Aquitania, Guglielmo Braccio di Ferro o Fortebraccio[12]
- Martino ( † 1000), ricordato come vescovo di Périgueux nel Chronicon Episcoporum Petragoricensis (non consultato)[2].

### Fonti primarie
- (LA)  Chronicon sancti Maxentii Pictavensis, Chroniques des Eglises d'Anjou.
- (LA)  Chronique / Ademar de Chabannes.
- (LA)  Bulletin de la Société archéologique et historique du Limousin.
- (LA)  Historia Pontificum et Comitum Engolismensium.
- (LA)  Monumenta Germaniae Historica, Scriptores, tomus IV.
- (LA)  Miracula Sancti Benedicti.
- (LA)  Cartulaire de l'abbaye d'Uzerche (Corrèze).